# Движение за признание манипури классическим языком
Движение за язык манипури — стремление добиться признания этого языка классическим языком Индии. Его поддержали различные литературные, политические, общественные объединения и организации, а также известные личности Бангладеш, Мьянмы, Северо-Восточной Индии (в частности, Ассама, Манипура и Трипуры).
Профессор кафедры лингвистики Манипурского университета Чунгкхам Яшаванта считает, что само социальное движение — непростая задача, в котором нет места для агитации, и это чисто академическая работа, требующая лингвистов, историков, археологов, антропологов и литераторов. Однако доктор Мойрангтем Нара, бывший министр по делам искусств, культуры и шелководства правительства Манипура и член Законодательного собрания Манипура, считает, что без агитации в Индии и Манипуре не может быть выполнено ни одно требование.

## Предпосылки

### 2004—2012
В 2004 году правительство Индии создало официальную категорию классических языков Индии. Экспертная комиссия предложила строгие критерии, например, для признания язык должен существовать в течение 1000 лет.
Среди требований:
- Высокая древность ранних текстов/записанной истории, охватывающая период 1500—2000 лет;
- Корпус древней литературы/текстов, который поколения носителей языка считают ценным наследием;
- Литературная традиция должна быть оригинальной, не заимствованной из другого языкового сообщества;
- Поскольку классический язык и литература отличаются от современных, может также существовать разрыв между классическим языком и его более поздними формами или ответвлениями[5][6][7].

Языкам, объявленных классическими, правительство Индии предоставляет три льготы.
- Две крупные ежегодные международные премии для выдающихся учёных в области соответствующего языка
- Может быть создан «Центр передового опыта по изучению классических языков».
- В Комиссию по университетским грантам может быть направлен запрос о создании хотя бы в центральных университетах профессиональных кафедр по классическим языкам для выдающихся ученых в области соответствующего языка[8].

### 2013—2014
В 2013 году возможность придания манипури статуса классического языка стала обсуждаться на различных мероприятиях, культурных и посвящённых выпуску книг.

Профессор кафедры лингвистики Манипурского университета Чунгкхам Яшаванта пишет, что для соответствия четырём критериям классического языка необходим научный анализ языка и письменности манипури, предыстории и непрерывной истории Манипура, культуры манипури (включая религиозные, философские, идеологические и художественные традиции), происхождения и развития литературы манипури и т. д.

## Выполнение критериев и последующие социальные усилия

### 2014
В июне 2014 года Винод Кумар Дуггал, губернатор Манипура, объявил, что он уже предпринял первые шаги для того, чтобы манипури был объявлен классическим языком Индии. Он обратился к министру образования Манипура М. Окендраджиту и губернатору Манипура с просьбой ускорить этот процесс и предоставить средства учёным, которые могут внести свой вклад.
В августе 2014 года Чунгкхам Яшаванта в рамках Дня языка Манипури прочитал публичную лекцию «Об основных ингредиентах, необходимых для превращения манипури в классический язык». В тот же день Мойрангтем Нара, член Законодательного собрания Манипура, публично заявил, что ни одно требование в Индии и Манипуре не может быть выполнено без агитации, поэтому для продвижения дела агитацию необходимо продолжать.

### 2015
В мае 2015 года на 80-м ежегодном собрании функционеры Manipuri Sahitya Parishad настоятельно призвали правительство штата Манипур приложить необходимые усилия для признания языка манипури классическим языком. Присутствовавший на мероприятии заместитель главного министра Манипура Гайкхангам Гангмей пообещал, что он так и сделает.

### 2016
В мае 2016 года «Манипури Сахитья Паришад» приняла решение оказать давление на центральное правительство Индии с целью признания языка манипури классическим языком. Резолюцию поддержал Окрам Ибоби Сингх, главный министр Манипура.
В День языка манипури в августе 2016 года носители языка в Бангладеш, Мьянме и северо-восточной Индии (в основном из Ассама, Трипуры и Манипура) потребовали, чтобы манипури был признан классическим языком. «Сахитья Сева Самити» и «Манипур-Какчинг» в качестве темы события выбрали «Язык манипури должен быть включен в категорию классических языков». Комитет по празднованию Дня языка Манипура организовал аналогичное мероприятие в Ламьянба Шанглен, Дворцовом комплексе в Импхале, на котором профессор Манипурского университета Паонам Гуниндро прочитал публичную лекцию «Сделаем язык манипури классическим языком Индии».

### 2017
В течение 2017 и 2018 годов учёные утверждали, что язык манипури соответствует критериям, установленным правительством Индии для классического языка.
В августе 2017 года Тонгам Бисваджит Сингх, министр труда, развития сельских районов и Панчаяти Радж штата Манипур, министр торговли и промышленности, а также министр информации и связей с общественностью призвал людей к коллективным усилиям по признанию языка.

### 2018
21 февраля 2018 года на мероприятии, посвященном Международному дню родного языка в Импхале, профессор кафедры манипури Манипурского университета Паонам Гуниндро, выступая с лекцией на тему «Манипури и классический язык», сказал, что язык соответствует всем четырём критериям признания «классическим».
В апреле 2018 года Управление языкового планирования и внедрения правительства Манипура организовало трёхдневную конференцию на тему «Статус классического языка в отношении языка манипури». Главный гость мероприятия Лангпоклакпам Джаянтакумар Сингх, министр Департамента искусств и культуры правительства Манипура заверил, что он ради будущих поколений будет играть ведущую роль в работе, направленной на достижение статуса классического языка для языка манипури. Глава мероприятия министр Департамента образования правительства Манипура Тхокчом Радхешьям Сингх призвал людей принять участие в движении за статус.
В июне 2018 года по случаю Всемирного дня музыки Лангпоклакпам Джаянтакумар Сингх, выступая с речью о музыке, воспользовался возможностью объявить, что шаги по включению языка манипури в список индийских классических языков уже предприняты.

В июле 2018 года по случаю 30-го ежегодного заседания «Форума писателей Манипура» было принято решение призвать центральное правительство Индии признать язык манипури «классическим языком».
В августе 2018 года директор Управления планирования и внедрения языков доктор Лайшрам Махабир Сингх объявил, что было подготовлено всесторонне спланированное предложение, чтобы побудить соответствующие органы власти включить язык манипури в число классических языков Индии, для чего будет сформирован комитет высокого уровня, и предложение будет направлено в Министерство культуры Индии в этом же году.

### 2019
В августе 2019 года, в День языка манипури, министр труда правительства Манипура Тонгам Бисваджит Сингх предложил создать временный или специальный комитет, поскольку не было языковой комиссии, которая могла бы возглавить работу по включению языка манипури в число «классических». Он также сказал, что этот вопрос в подходящее время может быть обсуждён в Кабинете министров.

## Королевские усилия

### 2020
В 2020 году король Манипура Лейшемба Санаджаоба был избран членом Раджья Сабха от Бхаратия джаната парти. Как только он занялся политикой, он обратился к центральному правительству Индии с просьбой признать язык манипури «классическим языком». В сентябре 2020 года он утверждал в Раджья Сабхе, что этот язык соответствует всем критериям, необходимым для получения статуса классического языка. Предложение было внесено в ходе одной из сессий парламента, проведенной во время пандемии COVID-19. Правительство Индии ответило ему просьбой предоставить необходимые документы, подтверждающие, что язык соответствует основным критериям для получения статуса.
Санаджаоба проинформировал главного министра Манипура об ответе центрального правительства, и в том же году был сформирован комитет, в состав которого вошли должностные лица из Управления языкового планирования и внедрения, а также Управления искусства и культуры . В последующие годы Санаджаоба был лидером движения.

### 2021
В августе 2021 года, в День языка манипури, Лейшемба Санаджаоба опубликовал видеообращение, в котором сообщил, что центральное правительство Индии во главе с премьер-министром Нарендрой Моди рассматривает предложение и готово предпринять необходимые шаги для признания языка «классическим». В том же видео он также заявил, что правительство штата Манипур должно представить соответствующие рекомендации, без которых центральное правительство особо ничего не может сделать.

### 2022

#### Июнь 2022 г.
В июне 2022 года на открытии двухдневного 88-го празднования основания Манипури Сахитья Паришад в Импхале и 87-й ежегодной встрече Паришад в зале Академии танцев имени Дж. Н. Манипура Лейсемба Санаджаоба уверенно заявил, что 70 процентов процесса признания манипури как 7-го классического языка Индии уже завершены, и язык, несомненно, получит статус.

#### Июль 2022 г.
В июле 2022 года, общаясь с Imphal Free Press, министр образования правительства Манипура Тх Басантакумар сказал, что правительство создало дорожную карту для сбора и подготовки всех необходимых документов и представления их в Министерство культуры к сентябрю того же года.

#### Сентябрь 2022 г.
В первую неделю сентября 2022 года ежегодное общее собрание «Форума писателей Манипура» опубликовало заявление, призывающее центральное правительство Индии предпринять необходимые шаги для включения языка манипури в число индийских классических языков.
Во вторую неделю сентября Управление языкового планирования и внедрения завершило подготовку необходимых документов, которые были переданы Лейшембе Санаджаобе.

## Халатность и обиды
В ходе встречи с Wakhallon Mannaba Apunba (WAMA) в январе 2022 года Лейшемба Санаджаоба выразил свое глубокое недовольство халатностью Департамента языкового планирования и внедрения в работе по документированию включения языка манипури в число классических языков. WAMA заявила, что небрежность Департамента языка сделают безуспешными усилия Санаджаобы и обратилась к правительству штата Манипур с просьбой сменить нынешнего директора Департамента. По данным WAMA, Читра, текущий директор, не может занимать свою официальную должность из-за её халатности и безответственности. WAMA потребовала от Читры либо уйти в отставку с должности, либо предоставить доказательства прогресса в усилиях по включению языка манипури в число индийских классических языков. WAMA заявили, что начнут агитацию за назначение другого директора комитета, если нынешний директор не представит доказательств прогресса в течение семи дней.